# Discocalyx camptobotrys
Discocalyx camptobotrys är en viveväxtart som först beskrevs av Karl Moritz Schumann, och fick sitt nu gällande namn av Herman Otto Sleumer. Discocalyx camptobotrys ingår i släktet Discocalyx och familjen viveväxter. Inga underarter finns listade i Catalogue of Life.